# Українці в парламенті Польської Республіки
Українці в парламенті Польської Республіки (пол. Ukraińcy w parlamencie II Rzeczypospolitej) — представники українського населення в Сеймі і Сенаті Польської Республіки в міжвоєнний період.

## Передумови
У виборах до Законодавчого сейму Польської Республіки в 1919 році українські політичні партії участі не брали, оскільки мали на той час власні держави — Західноукраїнську Народну Республіку та Українську Народну Республіку.
Після підписання 18 березня 1921 року Ризького мирного договору Бойківщина, Східна Галичина, Лемківщина, Холмщина, Підляшшя та західна Волинь і західне Полісся залишилися в складі Польщі. Окупована Польщею українська етнічна територія охоплювала 125,7 тис. км² з населенням 8,9 млн осіб, у тому числі 5,6 млн українців.
Щоб заспокоїти українську громадськість, 22 вересня 1922 р. польський сейм ухвалив закон про автономію трьох східногалицьких воєводств (Львівського, Тарнопільського і Станиславівського) та постанову про заснування українського університету на державні кошти. Однак це був не більш ніж політичний маневр, що мав полегшити полякам утвердження їхньої влади на українських землях.

## 1-ше скликання (1922-1928)
Нова польська конституція 1921 року ґрунтувалася на принципі унітарності польської держави, з єдиною законодавчою і виконавчою владою, без забезпечення національним меншинам будь-яких автономних прав, а вибори до сейму і сенату І скликання, які відбувалися 5 і 12 листопада 1922 року, мали, за задумом польського уряду, стати одним із важливих заходів анексіоністської політики та засвідчити перед світовою громадськістю польську суверенність над західноукраїнськими територіями. Тому еміграційні уряди УНР і ЗУНР та Міжпартійна рада виступили проти участі українського населення Східної Галичини у виборах, а керівництво всіх українських партій разом із Міжпартійною радою прийняли рішення про бойкот виборів у краї. У Комуністичній партії Східної Галичини (КПСГ) думки розділилися: опозиційна частина партії (васильківці) бойкотувала вибори, решта комуністів, згідно з постановою ЦК Комуністичної робітничої партії Польщі, оголосила про намір взяти в них участь. Для цього останні створили легальну організацію — Союз пролетаріату міст і сіл. Підтримала вибори й Українська селянська партія (хліборобів), яка користувалася матеріальною і організаційною підтримкою властей. Спираючись на незначну групу «хліборобів», від українців до сейму обрано лише 5 депутатів на чолі з О. Ільковим (4 зі Станиславівського і 1 зі Львівського воєводства, де навіть дійшло до вбивства одного з кандидатів). Більш ніж 60 % населення Східної Галичини, тобто практично всі галицькі українці, участі у виборах не брали. Населення ж українських територій Холмщини, Підляшшя, Волині і Полісся, які до Жовтневого перевороту перебували у складі Російської імперії, виборів не бойкотувало, тим самим фактично розглядаючи польську адміністрацію як легітимну.

### Діяльність українців у парламенті 1-го скликання (1922—1928)
До цього парламенту пройшли здебільшого представники тих населених українцями частин Польської Республіки, які після поділів Речі Посполитої належали Російській імперії (з Волинського воєводства — 12, Люблінського — 4 і Поліського — 2 депутати сейму). Їх було обрано за списком блоку національних меншин, де переважали німецька та єврейська меншини.
Загалом українське представництво в польському сеймі і сенаті становило 20 депутатів сейму і 6 сенаторів, які 22 листопада 1922 року в Ковелі утворили Українську Парляментарну Репрезентацію (УПР). Відтак було утворено Українську фракцію сейму (пол. Ukraiński Klub Sejmowy) з головою Антоном Васинчуком та заступниками Самійлом Підгірським і Миколою Пироговим, а також Українську фракцію сенату (пол. Ukraiński Klub Senatorski), яку очолював Олександр Карпинський.
На першому ж засіданні новообраного сейму 23 січня 1923 року голова УПР С. Підгірський заявив, що «ціллю українського народу є відродження самостійності Української держави».
6 із 26 українських депутатів сейму були з Холмщини і Підляшшя: Антін Васиньчук, Павло Васиньчук, Семен Любарський, Степан Маківка, Яків Войтюк та Йосип Скрипа. За них свої голоси віддали 105 712 виборців. У Східній Галичині з українських списків до парламенту були обрані Іван Кравчишин (Українська партія праці), Микола Ільків (Українська партія хліборобів), Іван Дутчак, Омелян Залуцький і Семен Мельник (Українська аграрна партія), разом за українські угодові списки було подано 81 039 голосів (3,7 % від усіх, хто мав право голосу в Східній Галичині).
На цьому етапі представники українського населення в сеймі висловлювали готовність співпраці з польським народом і з усіма народами, які входили до складу ІІ Речі Посполитої. Умовою співпраці з їхнього боку була така перебудова політичної системи держави, щоб кожний народ, який займав визначену територію, мав цілковиту можливість реалізувати своє право на самовизначення, на вільний розвиток всіх царин життя.

## 2-ге скликання (1928-1930)

### Українсько-білоруська фракція
Налічувала 26 українських і 4 білоруські депутати.
- Дмитро Левицький — голова фракції
- Володимир Целевич — заступник
- Сергій Хруцький — заступник
- Іван Блажкевич — секретар
- Володимир Загайкевич — заступник, відмовився від посади після обрання «заступником маршала Сейму»

- Іван Куровець (відмовився від мандату)
- Антін Максимович (дістав мандат після Івана Куровця)

### Клуб Українського соціалістично-радикального парламентського представництва
Клуб складався з 8 депутатів.
- Лев Бачинський — голова
- Семен Жук — заступник
- Дмитро Ладика — секретар
- Осип Когут — скарбник
- Клим Стефанів

### Фракціяселянсько-робітничого соціалістичного об'єднання
- Максим Чучмай
- Кирило Вальницький
- Микола Хам

Заступником голови Сенату було обрано Михайла Галущинського.

## 3-тє скликання (1930—1935)
У Сеймі, обраному в листопаді 1930, українців і білорусів було представлено значно менше, бо лише 18 депутатів — вони складали спільну парламентську фракцію.

## 4-те і 5-те скликання (1935—1939)
Серед депутатів Сейму 4-го скликання було 19 українців (тобто у пропорційному відношенні більше, ніж раніше, бо загальна кількість депутатів знизилася до 208 — для порівняння було обрано тільки 1 білоруса і 3 євреїв), зокрема пов'язані з УНДО Володимир Целевич і Василь Мудрий, а також голова Волинського українського об'єднання (ВУО) Петро Певний. Тринадцять депутатів УНДО утворили Українську Парляментарну Репрезентацію, яка в більшості випадків голосувала згідно з урядовими пропозиціями. Депутати ВУО заснували окремий гурток. Заступником маршала було обрано Василя Мудрого, який обіймав цю посаду аж до початку війни.
У Сенаті четвертого скликання засідали 6 українців (тоді як євреїв і німців було по двоє).
На виборах 1938 в Сейм було обрано 14 українських депутатів, у тому числі Василя Мудрого від УНДО та Степана Скрипника від ВУО.